# Pietro Pellizzari
Pietro Pellizzari (Firenze, 23 marzo 1823 – Firenze, 2 ottobre 1892) è stato un medico italiano.

## Biografia
Fratello minore del medico Giorgio Pellizzari (1814-1894), dopo aver studiato tra Siena, Pisa e Firenze, si laureò nel 1852 e nel 1859 iniziò l'insegnamento della clinica delle malattie veneree nell'Istituto degli studî superiori e di perfezionamento di Firenze ed esercitò la professione medica presso l'Ospedale di Santa Maria Nuova. Nel 1866 fondò insieme al collega Augusto Michelacci il Giornale Italiano delle Malattie Veneree e delle Malattie della Pelle. Nel 1888, a seguito della morte di Michelacci, ottenne la cattedra di dermatologia, incarico che tenne fino alla morte.